# Дефіцит мієлопероксидази
Дефіцит Мієлопероксидази — рідкісна хвороба, первинний імунодефіцит, (генетичне захворювання) що досить поширене у популяції людей. Його переважно зумовлює arg569-to-trp-мутація в локусі 17q23.1 гена мієлопероксидаза.;

## Етіологія та патогенез
Частота цієї хвороби серед населення США становить 1 випадок на 2000 мешканців. Хоча цей імунодефіцит має аутосомно-рецесивний тип успадкування, проте в багатьох випадках симптоми відзначаються і у гетерозигот, що зближує цю хворобу з такими, що мають аутосомно-домінантний тип успадкування
Дефекти можуть бути в структурних або регуляторних генах з високою варіабельністю мутацій. Мієлопероксидаза бере участь в оптимізації кисневозалежної цитотоксичності, модулює запальну відповідь. Причиною зниження резистентності до мікроорганізмів є дефіцит гіпохлорит-аніона, синтез якого з перекису водню та іонів хлору проводить в нормі мієлопероксидаза. Частковий дефіцит може бути спадковим чи набутим.
Існує думка, що навіть при повній відсутності мієлопероксидази фагоцитоз та бактерицидність нейтрофілів не порушені, так як для знищення мікроорганізмів використовується МПО-незалежна система, і в хворих відсутня тільки кандидозна кілерна активність. Це твердження повністю спростовують найновіші дослідження і клінічні спостереження
Патологія клінічно маніфестує у вигляді затяжних і/або рецидивних бактеріальних і грибкових інфекцій, часто з атиповим перебігом. Активність інших грануласоційованих ферментів, зокрема НАДФ-оксидази, у таких хворих не порушена, за рахунок чого можлива часткова компенсація дефіциту, що зумовлює періоди субклінічного перебігу хвороби і створює певні труднощі для встановлення діагнозу та інтерпретації результатів імунограм у деяких пацієнтів. Тотальна або часткова (трапляється значно частіше) недостатність мієлопероксидази фагоцитів зумовлює порушення процесу внутрішньоклітинного знешкодження умовно-патогенних та опортуністичних мікроорганізмів, здебільшого — стафілококів і стрептококів ;, Candida albicans; та Escherichia coli ;, що призводить до розвитку хронічних інфекцій верхніх дихальних шляхів, додаткових пазух і шкіри, рідше — легень, кишечника і сечостатевих органів, які виявляють резистентність до рекомендованих протимікробних препаратів. Ці інфекційні епізоди зазвичай не асоційовані з ранньою летальністю, як це відзначається при багатьох інших формах первинних імунодефіцитів, тому хворобу можна вперше виявити у будь-якому віці. Однак при дії додаткових імуносупресивних чинників, а іноді й спонтанно, можливий розвиток тяжких симптомів, що є загрозливими для життя. Так, М. Kitahara та співавтори описали два випадки дефіциту мієлопероксидази у хворих, які страждали на рецидивні стафілококові флегмони і менінгіти. Р. Cech та співавтори повідомили, що дефіцит мієлопероксидази у пацієнта з супутнім цукровим діабетом призвів до формування множинних абсцесів у печінці, викликаних Candida albicans. Останнім часом з'явилися публікації, в яких йдеться про підвищений ризик розвитку мієлопроліферативних неоплазій у хворих зі спадковим дефіцитом мієлопероксидази ;
Спадковий дефіцит мієлопероксидази може мати безсимптомний перебіг, проте є схильність до грибкових інфекцій, особливо у хворих з діабетом — до інвазивних мікозів.

## Диференціальна діагностика
Диференціальна діагностика захворювання проводиться з хронічною гранульоматозною хворобою, оскільки є певна схожість за результатами деяких скринінг-тестів .

## Лікування
Хворі з дефіцитом мієлопроксидази, окрім протимікробного лікування, мають проходити базисну терапію із застосуванням препаратів гамма-інтерферону і так званих модуляторів фагоцитозу (наприклад похідних етиленпіперазину), які можна поєднувати з імуноглобулінами, зважаючи на опсонізуючу активність антитіл.

## Стан в Україні
Діагностика дефіциту мієлопероксидази нейтрофільних гранулоцитів в Україні залишається незадовільною, з чим пов'язані численні помилки у лікуванні умовно-патогенних інфекцій у широкого кола імуноскомпрометованих пацієнтів. Існує необхідність своєчасної оцінки імунного статусу у хворих із рецидивними інфекціями або інфекційними епізодами з аномальним перебігом, особливо у поєднанні з алергічними проявами. Це дозволить вибирати правильну терапевтичну стратегію та уникати тяжких ятрогенних ускладнень, пов'язаних з нераціональним лікуванням.

## Прогноз
Прогноз при правильно організованому лікуванні сприятливий.

## Профілактика
Профілактику дефіциту мієлопероксидази не проводять.